# Eduardo Bucca
Eduardo Luján "Bali" Bucca (Bolívar, 23 de junio de 1979) es un político y médico argentino. Se desempeñó como intendente de Bolívar y como diputado nacional por la provincia de Buenos Aires.

## Biografía
Nacido en Bolívar el 23 de junio de 1979, realizó sus estudios primarios en el Colegio Cervantes y continuó los secundarios en el Colegio Nacional. Hacia 2002 se recibió de médico. Está casado y es padre de tres hijos.
Mantiene una íntima relación de amistad con el conductor Marcelo Tinelli, quien es oriundo de Bolívar.
En 2009 asumió como concejal de Bolívar por el Partido Justicialista; en 2011, tras ganar las elecciones, asumió como intendente del partido hasta 2017 cuando se pasó a Cumplir y fue elegido diputado nacional en las elecciones legislativas. En 2019 pasó a formar parte de Consenso Federal, siendo candidato a gobernador de la provincia de Buenos Aires.
En 2021, asumió como Senador Provincial por la Séptima Sección Electoral. En 2023 asumió como primer concejal del Partido de Bolívar. El 27 de Diciembre Marcos Pisano toma licencia, y al ser Eduardo el primer candidato a concejal, asume la intendencia de manera interina. 